# 史方静
史方静（1965年—），已退役中國女子羽球運動員。
史方靜專攻雙打，曾在1985年和1986年於波蘭羽球公開賽中贏得女子雙打和混合雙打冠軍，女子雙打的搭檔分別為孫小青與吳宇紅，混合雙打搭檔則都是王朋仁。她的主要成就，大都是與同鄉的王朋仁一起拿下的。他們是1987年北京世界羽球錦標賽冠軍得主，隨後贏得了1987年和1988年羽球世界杯、瑞典羽球公開賽、世界羽球大獎賽，以及1988年的全英羽球錦標賽，1989年的法國羽球公開賽。他們在1989年的IBF世界錦標賽獲得銅牌（半決賽）後逐漸淡出球壇。